# Museo Histórico Militar de Melilla
El Museo Militar de Melilla es un museo de la ciudad española de Melilla. Se encuentra situado en el Baluarte de la Concepción Alta, en el Primer Recinto Fortificado de Melilla La Vieja.

## Historia

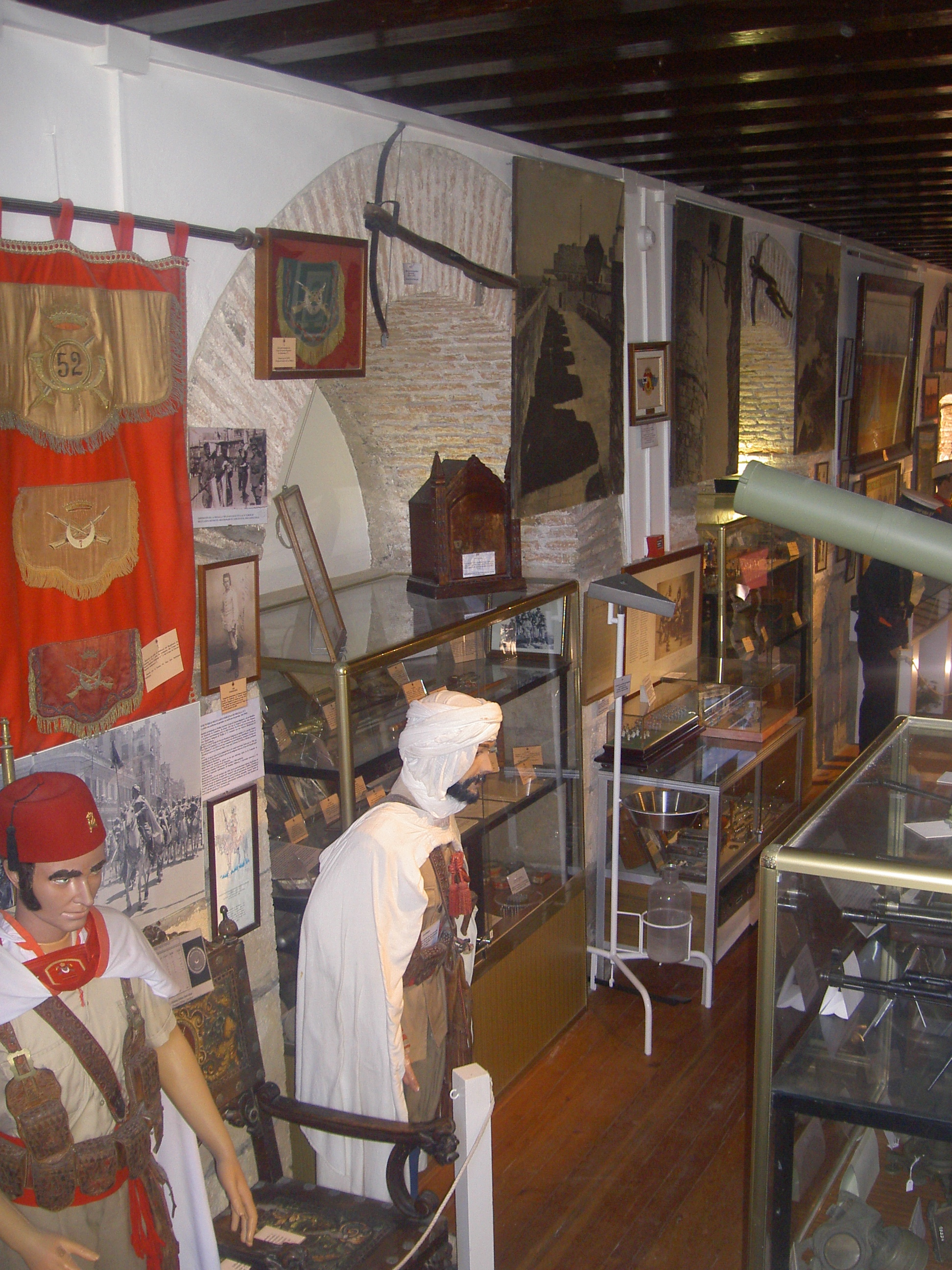
Interior

En el marco de la celebración del V Centenario de Melilla se celebró una exposición sobre la historia militar, con fondos del Museo del Ejército, que una vez acabada se quedaron en Melilla, y con otros cedidos por la Ciudad Autónoma, así como otros de particulares formaron este museo, siendo inaugurado el 15 de julio de 1997.
En el almacén de pólvora, en la sala baja se encuentra la exposición permanente, en la que se exponen uniformes militares, maquetas, dioramas, amas de todo tipo, destacando una máquina Enigma, y una silla de montar de Isabel II y en la alta las muestras temporales, con cañones y morteros situados en las plataformas de artillería.